# Telefoni Bianchi
Telefoni Bianchi („Weiße Telefone“) ist ein Genre von Filmen, die in Italien in den 1930ern als Nachahmung der amerikanischen Filme dieser Zeit hergestellt wurden. Zum Beispiel wurden kostspielige Art-déco-Filmsets verwendet, die oft weiße Telefone als typisches Statussymbol des bürgerlichen Reichtums enthielten, und Kinder traten mit Shirley-Temple-Lockenfrisuren auf. Diese Filme neigten dazu, sozial konservativ zu sein, und förderten die Werte Familie, Respekt vor Autoritäten, klassische, steife Hierarchien und das Landleben. 
Die neorealistischen italienischen Filmemacher sahen ihre kritischen Filme als Reaktion auf die Telefono-Bianco-Filme mit ihren idealisierten Werten.